# Ныммик, Райво
Райво Ныммик (эст. Raivo Nõmmik; 11 февраля 1977, Таллин) — эстонский футболист, центральный защитник и опорный полузащитник. Выступал за национальную сборную Эстонии.

## Биография

### Клубная карьера
Воспитанник таллинской футбольной секции «ЛСМК/Пантрид». На взрослом уровне начал выступать в сезоне 1993/94 в составе таллинской «Нормы», сыграл один матч в чемпионате Эстонии.
В 1994 году перешёл в систему таллинской «Флоры», но большую часть контракта выступал на правах аренды за другие клубы высшей и первой лиги. В основном составе «Флоры» провёл 11 матчей в сезонах 1996/97 и 1997/98.
В 1998 году сыграл два матча в высшем дивизионе Финляндии в составе «МюПа-47». Вернувшись в Эстонию, выступал в высшей лиге в составе «Тулевика» и «Курессааре». С «Тулевиком» завоевал серебряные медали чемпионата страны в 1999 году, что стало наивысшим достижением в истории клуба.
После завершения профессиональной карьеры более 10 лет играл в низших дивизионах чемпионата Эстонии на любительском уровне, в том числе в 2006 году сыграл четыре матча в первой лиге в составе таллинского «Калева».

### Карьера в сборной
Выступал за юношескую и молодёжную сборные Эстонии.
В национальной сборной дебютировал 20 мая 1995 года в игре Кубка Балтии против Литвы (0:7), вышел на замену на 67-й минуте вместо Янека Кийсмана. Последний матч провёл 23 февраля 2000 года на Кубке короля Таиланда против сборной Финляндии. Играл за сборную не регулярно и в основном в товарищеских матчах, только дважды выходил на поле в отборочных играх чемпионата мира и Европы. Всего на счету защитника 17 матчей за сборную Эстонии, голов не забивал.

## Достижения
- Чемпион Эстонии (1): 1997/98
- Серебряный призёр чемпионата Эстонии (2): 1996/97, 1999